# Leonhard Rausch

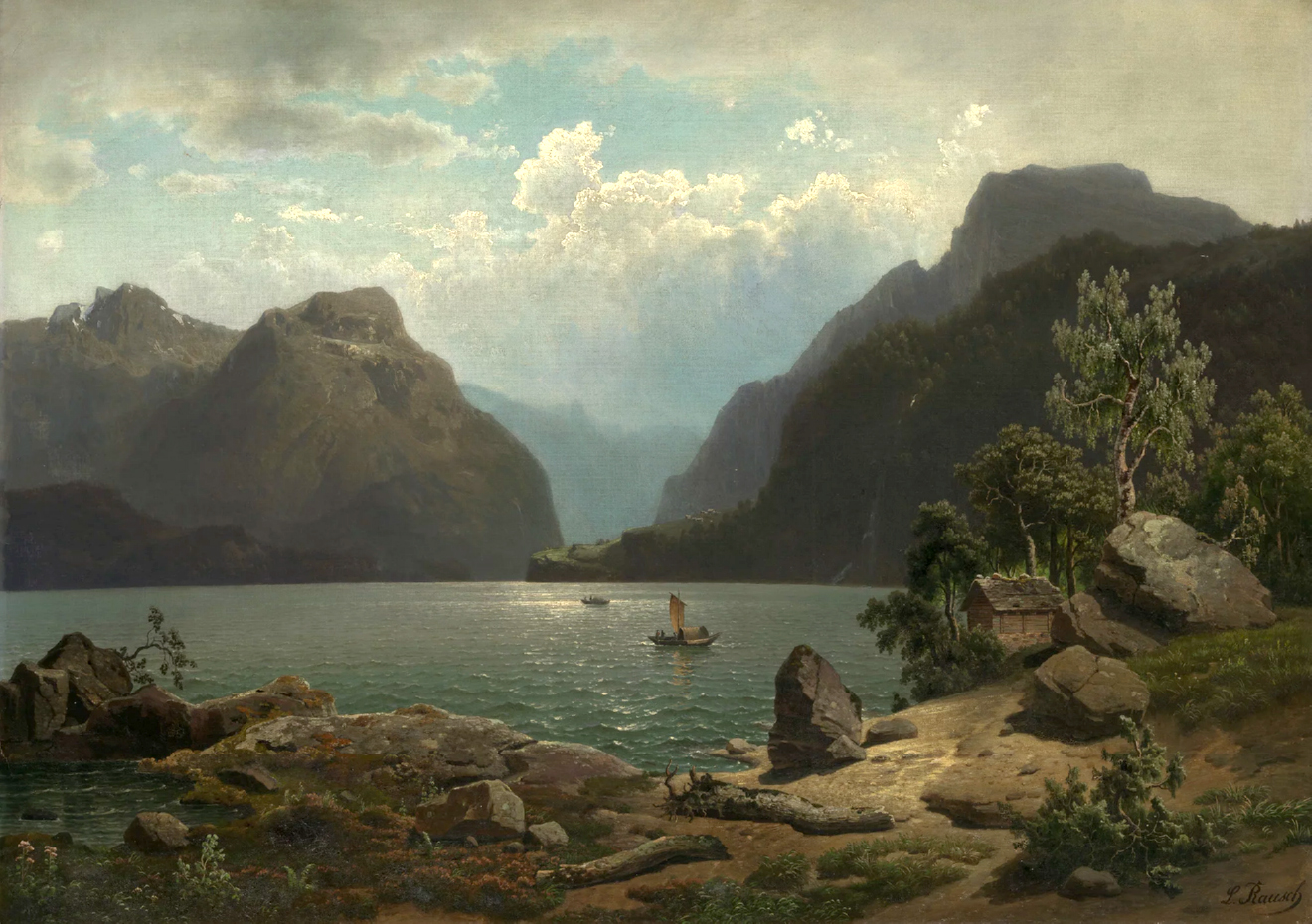
Ansicht eines Sees, 1853

Leonhard Rausch (* 5. Februar 1813 in Jülich; † 19. April 1895 in Düsseldorf) war ein deutscher Landschaftsmaler und Kupferstecher der Romantik.

## Leben und Wirken
Rausch war Freund und Schüler des sechs Jahre älteren Johann Wilhelm Schirmer, der wie er aus Jülich stammte, und wird zur Düsseldorfer Malerschule gezählt. 1829/30 studierte er an der Kunstakademie Düsseldorf und dann dort nochmals von 1839 bis 1841. Seine Lehrer an der Düsseldorfer Akademie waren Rudolf Wiegmann und Joseph von Keller.
Von ihm bevorzugte Themen waren die Landschaft seiner Heimat, klassische Landschaften mit biblischen Motiven sowie Alpenlandschaften.
In Aachen wurde Rausch in den 1840er Jahren bekannt durch eine Reihe von Stahlstichen, auf denen er bedeutende historische Aachener Plätze und Gebäude abbildete.
Vom Radieren kam er bald wieder ab, weil das Ätzen der Platten seinen Augen schadete. Er war von seiner Gründung 1848 an bis 1870 Mitglied  des Künstlervereins Malkasten.
Rausch unternahm zahlreiche Reisen, besonders in die Alpenregionen, wo er vor allem in der Schweiz und in Tirol die Motive für einen Großteil seiner Ölgemälde fand. Zwischen 1843 und 1890 war er mit seinen Werken unter anderem 17 Mal auf der Kunst- und Gemäldeausstellung des Kunstvereins zu Bremen vertreten. Er reiste auch nach Frankreich und stellte in Besançon sowie in Antwerpen aus.
Der auch als Kunstkritiker bekannte Wolfgang Müller von Königswinter rühmte Rausch für seine naturalistische Landschaftsmalerei, welche sich besonders durch Fleiß und Naturtreue der Darstellung auszeichnete.
Eine seiner Enkelinnen heiratete Wilhelm Schreuer.

## Werke (Auswahl)
- Der Aachener Dom, im Rand Wolf, Artischocke, Evangelienstuhl, Kaiserstuhl, Kronleuchter und die hierunter befindliche Denkplatte, o. J.
- Der Elisenbrunnen, im Rand die Therme und die Büste der Königin Elisabeth, 1842
- Der Lousberg, im Rand die Salvatorkirche, die Sage von der Entstehung des Lousberg (Teufel und Bauernweib) und Ansicht von Aachen, 1842
- Die Frankenburg, im Rand die Schlosstürme, Sage vom Ring der Fastrada, 1842
- Drimborn, im Rand die im Wäldchen befindlichen Altertümer, 1842
- Emmaburg, im Rand die Sage von Eginhard und Emma, 1842
- Burtscheid, im Rand der Burtscheider Viadukt, die Michaels- und Abteikirche, der Kurgarten, 1843
- Eiger und Mönch in der Schweiz, Öl auf Leinwand, 1852
- Felsenkirche im Luxemburger Land, Öl auf Leinwand 65 × 85 cm, o. J.
- Romantische Waldlandschaft, 118,5 × 165 cm, o. J.
- Tellskapelle am Vierwaldstätter See, Öl auf Leinwand, 1863
- Interlaken, Öl auf Leinwand, 1861
- Blick auf Salzburg, Öl auf Leinwand, o. J.
- Der Hohe Göll bei Berchtesgaden, Öl auf Leinwand, 97 × 127 cm
- Rückkehr von der Bergweide, Öl auf Leinwand, o. J.
- Großes Alpenpanorama mit Kochelsee, Öl auf Leinwand, 82 × 127 cm, o. J.
- Der Sustengletscher, Öl auf Leinwand, 1892